# لیل ماریکو (ئی‌پی)
لیل ماریکو (به انگلیسی: Lil Mariko) یک آلبوم چندآهنگه از خوانندهٔ آمریکایی لیل ماریکو می‌باشد که در ۱۸ مارس سال ۲۰۲۱ به‌صورت مستقل منتشر گردید.

## فهرست ترانه‌ها
فهرست برگرفته‌شده از اسپاتیفای است.
| شماره      | نام                        | نویسنده(ها)                 | مدت   |
| ---------- | -------------------------- | --------------------------- | ----- |
| ۱.         | «سلام، من یه فاحشه‌ام»      | جرد سوله کاترین ماریکو ژانگ | ۲:۵۰  |
| ۲.         | «دست نزن» (به‌همراهٔ فول تک) | سوله ژانگ                   | ۲:۲۸  |
| ۳.         | «۱۰۰ کیر»                  | سوله ژانگ                   | ۱:۵۲  |
| ۴.         | «من عزیزم»                 | سوله ژانگ راس چل            | ۱:۵۸  |
| ۵.         | «حال بهم‌زن» (به‌همراهٔ ژانی) | سوله ژانگ ژانی اسپارکس      | ۲:۳۶  |
| ۶.         | «درخشان» (به‌همراهٔ فول تک)  | سوله ژانگ                   | ۲:۰۷  |
| ۷.         | «پسرای گربه‌ای»             | سوله ژانگ                   | ۲:۳۱  |
| مجموع مدت: | مجموع مدت:                 | مجموع مدت:                  | ۱۶:۲۴ |